# Сассуоло (футбольний клуб)
Футбольний клуб «Сассуоло» (італ. Unione Sportiva Sassuolo Calcio SRL), — італійський футбольний клуб із міста Сассуоло. Заснований у 1920 році. Виступає в італійській Серії А.

## Історія
В аматорських чемпіонатах під егідою Італійської Федерації Футболу команда почала виступи 17 липня 1920 року. У 40-х роках «Сассуоло» вперше підвищилося в класі, піднявшись до Ліги Промоціоне.

### 60-і роки: злиття двох клубів та вихід доСерії D.
10 червня 1966 року два клуби з міста Сассуоло — Sassuolo Sportiva та Sassuolo Football Club об'єдналися, створивши Sassuolo Sportiva Football Club. Першим президентом клубу став Антоніо Коугі. Під президентством Антоніо Джованарді, за результатом сезону 1967/68 команда підвищилася до Серії D — найвищого аматорського дивізіону.

### 70-і роки: останнє об'єднання та курсування між лігами
Окремо від Сассуоло, інша команда з того ж міста — Giofil San Giorgio — брала участь в Серії D 1972/73. Пізніше ця команда отримала назву A.C. Sassolese, а в 1974 році – злилася із Сассуоло, створивши Unione Sportiva Sassuolo Calcio. У сезоні 1974/75 новостворена команда зайняла 8-е місце, а в сезоні 1975/76 – понизилася в класі. Після цього, в 70-х роках, команда курсувала між Лігою Промоціоне та Серією D.

### 80-і роки
У 80-х роках футбол в Сассуоло пережив справжнє піднесення. У сезоні 1981/82 команда виступала під президентством Джілберто Праті в міжрегіональному дивізіоні, де фінішувала шостою. За результатом сезону 1983/84 Сассуоло вперше отримало професійну команду – відбулося довгоочікуване підвищення до серії С2.
Першого ж сезону в професійному футболі, команда посіла 6-е місце. На той час президентом клубу був Калудіо Сассі, а наставником – Ауреліо Дотті. У сезоні 1985/86 команда довго боролася за виживання. Влітку 1986 року Ауреліо Дотті покинув команду. Наступного сезону команда знову боролася за виживання. Але вже за результатами сезону 1987/88 Сассуоло понизилось в класі. Однак, команда була повернена до Дивізіону С2 і сезон 1988/89 провела в ній. Той сезон Сассуоло закінчило 5-м, набравши 39 очок, що стало рекордом для клубу в професійних змаганнях. Сезон 1989/90 знову завершився пониженням в класі.

### 90-і роки: Серія D та вісім років боротьби за підвищення
Перший сезон після пониження Сассуоло завершило 8-м. Сезон 1991/92, новим власником клубу став Джанні Джібелліні, а тренером – Лоріс Марані. Чемпіонат команда завершила на 7-у місці. У 1992/93 «нероверді» фінішували на 6-у місці. Наступний сезон закінчився на 5-у місці. 1994/95 Сассуоло завершило сьомим. Сезон 1995/96 закінчився для клубу шостим місцем. У сезоні 1996/97 стався спад – команда фінішувала лише 13-ю. Успішним став сезон 1997/98 – Сассуоло закінчило другим й вийшло до Серії С2. Перші два сезони в ній завершилися 10-м місцем.

### 00-і роки: золоті часи
Сезон 2000/01 Сассуоло закінчило на 12 місці. Наступного сезону команда прийшла 16-ю й грала додаткові матчі в боротьбі за збереження місця в Серії С2. За сумою двох матчів Сассуоло обіграло Фаенцу. 2002 року власник компанії Мапеї — Джорджо Сквінці – став головним спонсором клубу. Сезон 2002/03 омолоджений склад команди знову завершив стиковими матчами, але цього разу програв Імолезе з загальним рахунком 2-4. Але влітку 2003 року команда була повернена до Серії С2. Того ж року Джорджо Сквінці 100 % став власником клубу. Сезон 2003/04 команда почала з новим президентом – Карло Россі. Сезон завершився 17-м місцем і стиковими матчами. Цього разу Сассуоло перемогло Про Верчеллі з рахунком за сумою двох матчів 3-2. У сезоні 2004/05 новим спортивним директором став Нерео Бонато. Разом з ним прийшов новий тренер – Джузеппе Бруккато, а також ряд нових гравців. Того сезону команда фінішувала п'ятою і вперше потрапила до плей-оф, де вже в півфіналі програло Піццігеттоне, яке в кінці сезону стало учасником серії С1, перегравши Валенцану в фіналі. На початку сезону 2005/06 новим тренером став Джанмарко Ремондіна, а також до команди приєднався молодий півзахисник Франческо Маньянеллі, який, станом на кінець сезону 2015/16 є капітаном команди. Той сезон завершився другим місцем. В плей-оф Сассуоло обійшло Анкону та Сансовіно й вперше в історії вийшло до Серії С1. У сезоні 2006/07 клуб зайняв друге місце та пройшов до плей-оф, де програв Монці в півфіналі. Сезон 2007/08 Сассуоло розпочало з новим тренером. Ним став Массіміліано Аллегрі. З ним Сассуоло набрало 63 очки й виграло Серію С1, вперше вийшовши до Серії В. Вирішальною стала гра з Манфредонією, яку команда виграла 1-0. Того сезону Сассуоло також здобуло Супербок Серії С в протистоянні з Салернітаною. Перший матч завершився з рахунком 1-0 на користь Салернітани, другий же виграло з аналогічним рахунком Сассуоло. Гра дійшла до серії пенальті, де «нероверді» перемогли 5-4.

#### Серія В
Після виходу в Серію В, Сассуоло переїхало на Стадіо Альберто Бралья до Модени, де грало до 2013 року. Новим тренером став Андреа Мандорліні. З ним команда в сезоні 2008/09 зайняла 7-е місце, відставши від плей-оф матчів лише на 4 очки. У сезоні 2009/10 з новим тренером Сільвіо Піолі клуб вийшов до плей-оф, фінішувавши 4-м, однак в півфіналі програв Торіно 1-2 за сумою двох матчів.

### 2010-і роки: спад та вихід доСерії А
Сезон 2010/11 було проведено під керівництвом трьох тренерів: Даніеле Аррігоні, якого змінив Анджело Грекуччі, котрого було звільнено в кінці сезону й останні три гри командою керував екс-тренер Сассуоло U-19 — Паоло Манделлі. Під його керівництвом Сассуоло в останньому турі переграло Реджину 1-0 й залишилося в Серії В.
Новий сезон розпочався з великою кількістю молодих гравців та новим тренером — Фульвіо Пеа. Команда фінішувала на третьому місці й знову не пройшла півфінал, програвши Сампдорії 3-2 за сумою двох матчів.
Сезон 2012/13 розпочався з новим наставником — Еусебіо Ді Франческо, який тренує команду й досі. Той сезон клуб з першого до останнього туру був лідером і, як результат, вийшов до Серії А вперше в історії. У вирішальному матчі 18 травня 2013 року Сассуоло переграло Ліворно 1-0, завдяки голу Сімоне Міссіролі в кінці гри.

#### Серія А
З виходом до Серії А клуб переїхав на «Стадіо Мапеі - Чітта дель Тріколоре» до Реджо-нель-Емільї. В першому в історії сезоні в Серії А Сассуоло було близьким до вильоту. Лише два очки відділяли їх від зони пониження в класі. У сезоні 2014/15 клуб був більш успішним — 12 місце. Сезон 2015/16 команда завершила на 6-у місці, з відставанням від зони Ліги Європи — 3 очки. Але перемога Ювентуса в Кубку Італії дала чорно-зеленим путівку до 3 кваліфікаційного раунду Ліги Європи 2016—2017, де команда стартувала вперше в історії. 15 липня 2016 року жеребкування визначило супротивником швейцарський Люцерн. Перший матч пройшов у Швейцарії 28 липня 2016 року й завершився нічиєю 1-1 а другий, в Італії — 4 серпня того ж року, завершився перемогою господарів 3-0. З аналогічними результатами італійці зіграли й у плей-оф раунді з сербською Црвеною Звездою. Це дозволило Сассуоло кваліфікуватись до групового етапу. Жеребкування визначило їх до групи F, де їхніми супротивниками стали Атлетік (Більбао), Рапід (Відень) та Генк. Виступи команда розпочала з сенсаційної перемоги вдома над Атлетіком з рахунком 3-0. Після цього, вони поступилися в Бельгії Генку 1-3. Далі двічі зіграли внічию з Рапідом: 1-1 у Відні та 2-2 вдома. Закінчили групу двома поразками: 2-3 Атлетіку, після чого вони втратили шанси на прохід далі, та 0-2 Генку. Останній матч було вікладено на один день через несприятливі погодні умови. Таким чином, Сассуоло фінішувало 4-м, набравши 5 очок.

### Участь в єврокубках
| Сезон   | Змагання    | Раунд                   | Супротивник   | Результат вдома | Результат на виїзді | Разом      |
| ------- | ----------- | ----------------------- | ------------- | --------------- | ------------------- | ---------- |
| 2016/17 | Ліга Європи | 3 кваліфікаційний раунд | Люцерн        | 3-0             | 1-1                 | 4-1        |
| 2016/17 | Ліга Європи | Плей-оф                 | Црвена Звезда | 3-0             | 1-1                 | 4-1        |
| 2016/17 | Ліга Європи | Група                   | Атлетік       | 3-0             | 2-3                 | 4-те місце |
| 2016/17 | Ліга Європи | Група                   | Генк          | 0-2             | 1-3                 | 4-те місце |
| 2016/17 | Ліга Європи | Група                   | Рапід         | 2-2             | 1-1                 | 4-те місце |

## Поточний склад
Станом на 23 жовтня 2024
| №  | Поз. | Нац.                 | Гравець                    |
| -- | ---- | -------------------- | -------------------------- |
| 1  | ВР   | Італія               | Алессандро Руссо           |
| 2  | ЗХ   | Італія               | Філіппо Міссорі            |
| 3  | ЗХ   | Шотландія            | Джош Дойг                  |
| 7  | НП   | Італія               | Крістіан Вольпато          |
| 8  | ПЗ   | Італія               | Андреа Гьйон               |
| 9  | НП   | Італія               | Самуеле Мулаттьєрі         |
| 10 | НП   | Італія               | Доменіко Берарді (капітан) |
| 11 | ПЗ   | Румунія              | Данієль Болока             |
| 12 | ВР   | Італія               | Джьякомо Саталіно          |
| 14 | ПЗ   | Екваторіальна Гвінея | Педро Об'янг               |
| 17 | ПЗ   | Колумбія             | Єферсон Паз                |
| 19 | ЗХ   | Італія               | Філіппо Романья            |
| 20 | ПЗ   | Італія               | Маттео Ловато              |
| 23 | ЗХ   | Німеччина            | Джеремі Тольян             |

| №  | Поз. | Нац.                 | Гравець            |
| -- | ---- | -------------------- | ------------------ |
| 24 | НП   | Італія               | Лука Моро          |
| 25 | НП   | Італія               | Лука ДіАндреа      |
| 26 | ЗХ   | Нідерланди           | Кас Оденталь       |
| 28 | НП   | Франція              | Жаніс Антіст       |
| 29 | ПЗ   | Італія               | Фабріціо Калігара  |
| 31 | ВР   | Румунія              | Гораціу Молдован   |
| 35 | ПЗ   | Італія               | Лука Ліпані        |
| 40 | ПЗ   | Італія               | Едоардо Янноні     |
| 42 | ПЗ   | Норвегія             | Крістіан Торстведт |
| 45 | НП   | Франція              | Арман Лор'єнте     |
| 55 | ПЗ   | Італія               | Юстін Кумі         |
| 77 | НП   | Італія               | Ніколас П'єріні    |
| 80 | ЗХ   | Боснія і Герцеговина | Тарік Мухаремович  |